# Дар на Пипин
Дарът на Пипин (на немски: Pippinische Schenkung) e дарение от крал Пипин III на църквата в Рим.
Когато през 751 г. Пипин III e избран за крал на франките, с което слага край на управлението на династията на Меровингите, той иска кралската му титла да бъде официално призната от папа Захарий и съответно от църквата, с което да бъде легализиран статутът на Каролингите като кралска династия.
Експанзията на лангобардския крал Айзтулф в Италия карат папа Стефан II през 754 г. да се отдръпне от Византия и да поиска закрила от франките. Пипин, като християнски крал, обещава да предаде отново завоюваните от лангобардите територии на наследниците на св. Петър.
В документа от град Киерзи от 756 г. Пипин гарантира на папата, че: Дукат Рим, Екзархат Равена, Пентаполис, Тусция, Венето, Истрия и херцогствата Сполето и Беневенто са църковни територии. Тази декларация става позната като „Пипинският дар“ и се приема за основаването на Папската държава.
Императорската коронизация на сина на Пипин – Карл Велики от папа Лъв III на Коледа 800 г. обикновено се приема като датата на създаване на Свещената Римска Империя като наследник на Римската империя, а освен това е доказателство за тесните връзки съществували между династията на Каролингите и Папската държава.